# Dengeki Sentai Changeman
Dengeki Sentai Changeman (電撃戦隊チェンジマン, Dengeki Sentai Chenjiman, vertaalt als Blitzkrieg Squadron Changeman) is de negende Sentai-serie geproduceerd door Toei. De serie werd van 1985 tot 1986 uitgezonden en was met 55 afleveringen een van de langste Sentai series. Tevens was het de eerste Sentai serie met als thema Europese mythologische dieren.

## Verhaal
Na al honderden planeten te hebben veroverd, richt het Great Star League Gozma zich op de Aarde. Om de planeet te verdedigen begint het leger met de training van een speciaal team genaamd de Earth Defense Force, samengesteld uit elite-leden van alle militaire takken. De talloze soldaten ondergaan een keiharde training onder toezicht van Commandant Ibuki.
Wanneer de Gozma aanvallen zijn de militaire bases hun eerste doelwit. Vijf leden van de Earth Defense Force verlaten de training wanneer ze genoeg hebben van Ibuki’s harde trainingen, maar komen al snel oog in oog met Gozma. De vijf worden verpletterend verslagen, maar weigeren op te geven. Op dat moment vindt een aardbeving plaats en de vijf worden door de planeet bestraald met de krachten van vijf mythologische dieren. Met deze mystieke krachten en de technologie van het leger gaan de vijf de strijd met Gozma aan.

## Karakters

### Changemen
- Hiryuu Tsurugi (剣飛竜, Tsurugi Hiryū) / Change Dragon (チェンジドラゴン, Chenji Doragon): hij is een EDS-luchtmachtcommandant, scherpschutter en een goede basketbalspeler. Hij is een moedige en soms rebelse leider. Hij raakt vaak emotioneel betrokken bij een missie en als hij iets in gedachten heeft, laat hij zich door niets of niemand tegenhouden (ook niet door zijn teamgenoten).

- Shou Hayate (疾風翔, Hayate Shō) / Change Gryphon (チェンジグリフォン, Chenji Gurifon): een EDS soldaat. Hij heeft een zwak voor vrouwen, maar verbergt dit over het algemeen achter een koele en nuchtere persoonlijkheid. Hij is een sterke onafhankelijke soldaat. Hij staat erom bekend vaak midden in een gevecht zijn kapsel weer in model te brengen.

- Yuuma Oozora (大空勇馬, Ōzora Yūma) / Change Pegasus (チェンジペガサス, Chenji Pegasasu): een EDS-legerofficier die ervan droomt ooit zijn eigen restaurant te openen. Hij is een mechanicaexpert en kan geavanceerde wapens bouwen. Hij is tevens de vrolijke noot van het team. Als jongste lid van het team heeft hij het niet zo op officieren die hoger in rang zijn. Zijn unieke vaardigheid is zijn fysieke kracht.

- Sayaka Nagisa (渚さやか, Nagisa Sayaka) / Change Mermaid (チェンジマーメイド, Chenji Māmeido): zij is een officier van het EDS-strategiekorps. Ze wordt omschreven als een “genie met het verstand van een computer”. Ze is tevens een uitvinder. Zij is vaak degene die Gozma's plannen ontdekt en met een plan komt om deze tegen te gaan. Ze kan perfect haar tegenstanders;  bewegingen inschatten en hun zwakke plek vinden.

- Mai Tsubasa (翼麻衣, Tsubasa Mai) / Change Phoenix (チェンジフェニックス, Chenji Fenikkusu): een ervaren motorrijdster. Mensen zijn vaak geïmponeerd door haar harde uiterlijk. Ze weet altijd wanneer iemand liegt en haat lafaards.

### Hulp
- Commandant Ibuki (伊吹長官, Ibuki-chōkan): de commandant van de Dengeki Sentai. Hij heeft kennis op het gebied van scheikunde, buitenaardse levensvormen en de ruimte. Hij kan goed overweg met de andere officieren, maar als sergeant is hij bikkelhard en meedogenloos. Hij is in werkelijkheid een alien wiens planeet al door Gozma is veroverd. Aangezien hij weet wat er zal gebeuren als de Aarde niet voorbereid is, laat hij de Earth Defense Force soldaten een extreem zware training ondergaan.
- Nana: een alien van een technologisch geavanceerde planeet. Ondanks dat ze nog een kind is, is ze buitengewoon intelligent en ze heeft telepathische gaven.
- Soldier Group: een grote groep soldaten die werken onder Ibuki's bevel. Zijn houden zich over het algemeen bezig met gevechtsstrategieën, wapenontwikkeling en onderzoek voor de Changeman.

### Great Star League Gozma
De Great Star League Gozma (大星団ゴズマ, Daiseidan Gozuma) is een buitenaards leger dat planeet na planeet verwoest en de overlevenden gebruikt als soldaten voor nog meer aanvallen.
- Star King Bazoo (星王バズー, Seiō Bazū):de heerser over Gozma. Hij heeft honderden planeten laten veroveren of vernietigen en hoopt dat hij met de verovering van de Aarde heerser over de Melkweg wordt. Hij verschijnt meestal als een massief hologram. Zijn ware vorm is de Gozmaster, een levende planeet.
- Generaal Guiluke (ギルーク司令, Girūku Shirei): hij heeft de leiding over de aanval op de Aarde. Hij was ooit zelf een tegenstander van Bazoo, die als laatste overlevende van zijn planeet werd gevangen en gedwongen voor de Gozma te werken. Hij is zeer wreed en een meester zwaardvechter.
- Adjutant Booba (副官ブーバ, Fukukan Būba): een voormalige ruimtepiraat. Hij kan goed overweg met vrijwel elk soort wapen en machine.
- Adjutant Shiima (副官シーマ, Fukukan Shīma): een prinses van de Amanga-ster, die zich bij Gozma aansloot in een poging haar planeet te redden. Ze weet later aan Gozma te ontsnappen en vecht een tijdje mee met de Changeman.
- Koningin Ahames (女王アハメス, Jō Ahamesu): de Koningin van de Amazo-ster. Ze verraadde ooit Gozma en probeert nu de Changemen te verslaan, in de hoop zo haar oude positie terug te winnen. Ze wordt veranderd in twee afzonderlijke Space Beast-krijgers.
- Navigator Gator (航海士ゲーター, Kōkaishi Gētā): een navigator van de Nabi-ster. Hij bestuurt de Gozma Fighters. Nadat Gozma is verslagen, keert hij met zijn nieuwe familie terug naar de Nabi-ster.
- Space Beast Warriors (宇宙獣士, Uchū Jūshi): aliens die gevangen of gemaakt zijn door Gozma om voor hen te vechten.
- Hydrar Soldiers (ヒドラー兵, Hidorā Hei): de soldaten van Gozma. Ze worden geboren uit grote eieren. Ze zijn intelligent en vallen altijd aan in groepen.

## Mecha
- Shuttle Base (シャトルベース, Shatoru Bēsu): de shuttle die de Changemens mecha naar de plaats van bestemming brengt.

- Change Robo (チェンジロボ, Chenji Robo): de robot van de Changeman. Gewapend met het Blitzkrieg Zwaard (電撃剣, Dengeki Ken). Zijn aanvallen zijn Super Thunderbolt (スーパーサンダーボルト, Sūpā Sandāboruto), Pinwheel Cut (風車斬り, Kazaguruma Kiri), en Swallow Return (燕返し, Tsubame Kaeshi). Andere wapens zijn het Change Schild (チェンジシールド, Chenji Shīrudo), Change Robo Missile (チェンジロボミサイル, Chenji Robo Misairu), en Change Vulcans (チェンジバルカン, Chenji Barukan).
  - Jet Changer I (ジェットチェンジャー1, Jetto Chenjā 1): Change Dragon’s mecha. Vormt Change Robo's hoofd.
  - Heli Changer II (ヘリチェンジャー2, Heri Chenjā 2): De eerste helikoptervormige mecha uit Sentai, bestuurd door Change Griffin en Change Mermaid. Vormt Change Robo's torso en arms.
  - Land Changer III (ランドチェンジャー3, Rando Chenjā 3): de mech van Change Pegasus en Change Phoenix. Vormt de benen van Change Robo

## Trivia
- Changeman is de derde en laatste serie zonder teamlid in de kleur geel.
- Changeman is de eerste serie met een held in de kleur wit en ook de enige met zowel een roze als wit teamlid tegelijk in het hoofdteam. Meestal is wit de kleur van een zesde of speciale Sentai, of dient als vervanging van roze.
- Changeman is de eerste serie waarin het team is gebaseerd op fabeldieren (in de serie mythologische dieren genoemd).
- Changeman is de op twee na best bekeken Sentai serie in Japan ooit.

## Afleveringen
1. Arrival! Secret Power! (出現! 秘密の力! Shutsugen! Himitsu no Chikara!)
2. The Wrath of Star King Bazuu (星王バズーの怒り Seiō Bazū no Ikari)
3. Scram! Soldier Team (スクラム! 戦士団 Sukuramu! Senshi Dan)
4. A Kiss After the Fight (キスは戦いの後で Kisu wa Tatakai no Ato de)
5. Pegasus Arrest Orders (ペガサス逮捕指令 Pegasasu Taiho Shirei)
6. The Targeted High School Girls (狙われた女子高生 Nerareta Joshikōsei)
7. The Sad Space Soldiers! (悲しき宇宙戦士! Kanashiki Uchū Senshi!)
8. The Young Lady is a Vampire (お嬢さんは吸血鬼 Ojōsan wa Kyūketsuki)
9. Shine! The Deadly Miracle Ball (輝け! 必殺の魔球 Kagayake! Hissatsu no Makyū)
10. The Dreadful Driverless Car Army (恐怖の無人車軍団 Kyōfu no Mujin Kuruma Gundan)
11. SOS Koko and Kiki (SOSココとキキ Esu Ō Esu Koko to Kiki)
12. Mama is Mermaid (ママはマーメイド Mama wa Māmeido)
13. Papa Sells the Earth (地球を売るパパ Chikyū o Uru Papa)
14. Attack! The Huge Lizard (攻撃! 巨大トカゲ Kōgeki! Kyodai Tokake)
15. Reckless Rider Mai (暴走ライダー麻衣 Bōsō Raidā Mai)
16. The Girl Who Had Wings! (翼を持った少女! Tsubasa o Motta Shōjo!)
17. Nagasaki's Mysterious Ghost Ship (長崎の謎の幽霊船 Nagasaki no Nazo no Yūreisen)
18. Ahames' Challenge! (アハメスの挑戦! Ahamesu no Chōsen!)
19. Bet on Sayaka! (さやかに賭けろ! Sayaka ni Kaero!)
20. Grand Counterattack! Guiluke (大逆襲! ギルーク Dai Gyakushū! Girūku)
21. Gozma's Big Star (ゴズマの大スター Gozuma no Dai Sutā)
22. The Soldier Who Disappeared into a Mirror (鏡に消えた戦士! Kagami ni Kieta Senshi)
23. The Boy Who Rides Dolphins (イルカに乗る少年 Iruka ni Noru Shōnen)
24. Runaway Gyodai (ギョダーイの家出 Gyodāi no Iede)
25. Sing! With a Great Voice (歌え! 大きな声で Utae! Ōki na Koe de)
26. Mai's 20-year-old First Love (麻衣20歳の初恋 Mai Hatachi no Hatsukoi)
27. Gator's Dream of Parent and Child (ゲーター親子の夢 Gētā Oyako no Yume)
28. The Cursed Crayon (呪われたクレヨン Norowareta Kureyon)
29. Protect the Flower! Phantom Butterfly (花を守れ! 幻の蝶 Hana o Mamore! Maboroshi no Chō)
30. Run! Pegasus! (走れ! ペガサス! Hashire! Pegasasu!)
31. Reveal It! The Mystery of Bazuu (暴け! バズーの謎 Abake! Bazū no Nazo)
32. Nana! Dangerous Reunion (ナナ! 危険な再会 Nana! Kiken na Saikai)
33. The End of Guiluke!? (ギルークの最期!? Girūku no Saigo!?)
34. Ahames the Terrible (恐ろしきアハメス Osoroshiki Ahamesu)
35. Earth!! Help Us! (地球よ! 助けて! Chikyū yo! Tasukete!)
36. Behold! Our Power (見たか! 俺達の力 Mita ka! Oretachi no Chikara)
37. Missing Dragon (消えたドラゴン! Kieta Doragon!)
38. Ghost Baseball (幽霊ベースボール Yūrei Bēsubōru)
39. Dreadful Hide-and-Seek (恐怖のかくれんぼ Kyōfu no Kakurenbo)
40. Strange Sweets (おかしなお菓子 Okashi na Okashi)
41. The Missing Prince of the Stars! (消えた星の王子! Kieta Hoshi no Ōjisama!)
42. The Sailor-Suited Nana (セーラー服のナナ Sērā-fuku no Nana)
43. Super Guiluke (スーパーギルーク Sūpā Girūku)
44. Leave it to Mai! (麻衣におまかせ! Mai ni O-makase!)
45. The Rainbow-Colored Girl Ira (虹色の少女アイラ Niji-iro no Shōjo Aira)
46. Beautiful Shiima! (美しきシーマ! Utsukushiki Shīma)
47. Gator's Tears of Parent and Child (ゲーター親子の涙 Gētā Oyako no Namida)
48. The Pirate Buuba's Storm of Love (海賊ブーバ愛の嵐 Kaizoku Būba Ai no Arashi)
49. The Sad Shiima Beast Soldier (哀しきシーマ獣士 Kanashiki Shīma Jūshi)
50. The Day Gozma Trembled (ゴズマが震えた日 Gozuma ga Fureta Hi)
51. Nana!! Follow Him! (ナナよ! 伝えて! Nana yo! Utaete!)
52. Buuba Dies on Earth (ブーバ地球に死す Būba Chikyū ni Shisu)
53. Fiery Ahames! (炎のアハメス! Honō no Ahamesu!)
54. Guiluke Grand Explosion! (ギルーク大爆発! Girūku Dai Bakuhatsu!)
55. Farewell, Friends of Space! (さらば宇宙の友よ Saraba Uchū no Tomo yo)